# EBU Circuit 1993/94
Der EBU Circuit 1993/1994 war die siebente Auflage dieser europäischen Turnierserie im Badminton.

## Die Wertungsturniere
| Nr. | Turnier                              | Austragungsort    |
| --- | ------------------------------------ | ----------------- |
| 1   | Wimbledon Open 1993                  | London            |
| 2   | Uppsala International 1993           | Uppsala           |
| 3   | Czech International 1993             | Kladno            |
| 4   | Slovenia International 1993          | Ljubljana         |
| 5   | Hungarian International 1993         | Budapest          |
| 6   | Norwegian International 1993         | Sandefjord        |
| 7   | Bulgarian International 1993         | Sofia             |
| 8   | Romanian International 1993          | Bukarest          |
| 9   | Welsh International 1993             | Cardiff           |
| 10  | Irish Open 1993                      | Dublin            |
| 11  | Portugal International 1994          | Lissabon          |
| 12  | La Chaux-de-Fonds International 1994 | La Chaux-de-Fonds |
| 13  | Polish International 1994            | Kielce            |
| 14  | Victor Cup 1994                      | Salzgitter        |
| 15  | Amor International 1994              | Groningen         |
| 16  | Austrian International 1994          | Pressbaum         |